# Estatut Reial de 1834

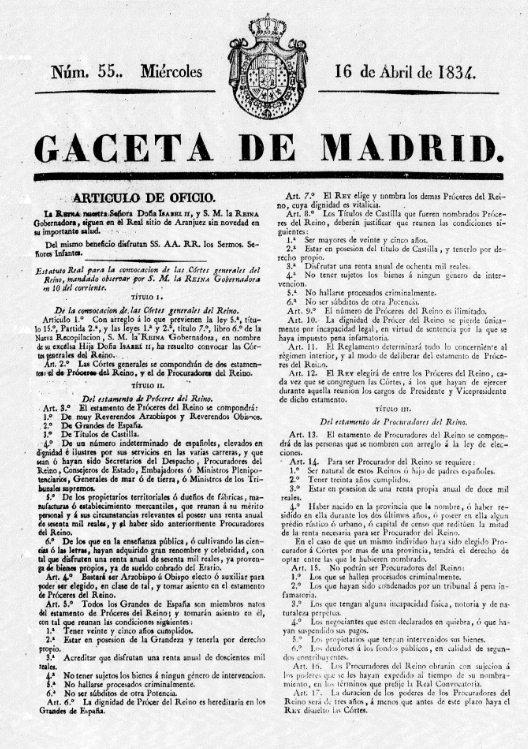
Promulgació de l'Estatut Reial a la "Gaceta de Madrid".

L'Estatut Reial de 1834 va ésser una carta de tendència liberal molt moderada, promulgada a Espanya per la reina regent Maria Cristina de Borbó. Malgrat les seues limitacions (preeminència clara del monarca sobre les Corts Generals, sufragi censatari molt restringit i escasses llibertats polítiques) va suposar la desaparició definitiva de la monarquia absoluta, substituïda per la monarquia constitucional. Va ser vigent fins al 1836 arran del motí de la Granja de San Ildelfonso.
Francisco Martínez de la Rosa, aleshores President del Consell de Ministres i Francisco Javier de Burgos y del Olmo van redactar el nou text el 10 d'abril de 1834 a manera de carta atorgada que pretén superar l'anterior norma fonamental de 1812 i acontentar tant progressistes com moderats.

## Origen de la norma
L'article primer no fa esment a la Constitució de 1812, sinó a la Nova Recopilació, evitant així pronunciar-se sobre la seva validesa efectua una convocatòria de les Corts que es constituiran per Próceres de la Nación i Procuradors del Regne. Aquest és el primer dels equilibris amb els quals es pretén acontentar tant als partidaris de l'absolutisme com als liberals.

## Característiques
Aprovat per Reial decret, l'Estatut es converteix en una carta atorgada on la Corona, fundant-se en un poder absolut, delega funcions en altres òrgans de l'Estat. Per això el conjunt de poders (poder legislatiu i poder executiu) estan en mans del sobirà. Des d'algunes posicions s'ha volgut sustentar la característica que l'Estatut de 1834 avançava un pas en compartir la sobirania nacional entre el Rei i les Corts, si bé l'article 24 i el 30 deixen clar que la convocatòria i dissolució correspon al Monarca, no poden deliberar sobre cap assumpte que el Rei no els hagi sotmès a judici (article 31) i l'aprovació de les lleis sempre requerirà la sanció reial sense que calgui justificar les raons per no fer-ho (article 33).
D'altra banda, el sistema de sufragi censatari concedeix el dret a vot a uns 16.000 votants -tots homes-, menys del 0,15 per cent de la població, rebutjant una de les aspiracions dels liberals: l'extensió del cos electoral.

## Òrgans institucionals
Les Corts s'estableixen per un sistema bicameral formades pels Estamentos de Próceres, com a cambra alta, format per Grans d'Espanya i electes del Rei, de caràcter vitalici, i el de Procuradors (cambra baixa), triats per un nombre reduït de posseïdors de rendes altes.
L'Estatut no preveia el sistema electoral i es remetia a lleis posteriors de divers signe: la primera (de 1834) va establir el sufragi indirecte i censatari i la segona (de 1836) regula un sistema d'elecció directa i sufragi censatari i capacitari.
Les Corts estaven a mig camí entris una assemblea consultiva i una legislativa. No tenien capacitat autonormativa, perquè el Reglament d'ambdues Cambres havia de ser aprovat per la Reina Governadora previ dictamen del Consell del Regne i del Consell de Ministres. A més, es preveien constants interferències del Rei en el funcionament de les Corts, la qual cosa impedia el principi d'autonomia parlamentària.
Al Rei se li concedia un conjunt desorbitat de facultats:
1. Monopoli de la iniciativa legislativa.
2. Convocava, suspenia o dissolia les Corts.
3. Sancionava lleis amb possibilitat última d'exercir el dret de veto.
4. Nomenava Próceres de manera il·limitada.
5. Escollia President i Vicepresident dels Estaments.
6. Nomenava i cessava al President del Consell de Ministres i als membres del gabinet.

Es configura el poder executiu delegat pel monarca en el President del Consell de Ministres, el Govern i els Ministres. Apareix un incipient protosistema de parlamentarisme en necessitar la doble confiança, del Rei i les Corts, per governar i l'aparició de la qüestió de confiança.

## La conveniència de la norma
Alguns consideren l'Estatut Reial com una norma necessària en un període de convulsió i transició on calia un acord entre les diferents faccions polítiques presents a Espanya. Però aquestes mateixes tensions el van convertir en un text de breu aplicació fins a l'arribada de la Constitució de 1837. Quan al Palau de la Granja de San Ildefonso es produeix la revolta dels Sergents el 13 d'agost de 1836 la norma és derogada i es restaura la Constitució de 1812.

## Les Corts espanyoles de 1834
Es van elegir nous diputats a Corts el 30 de juny de 1834. Els electes foren:
- Pel Principat de Catalunya, Juan Álvarez Mendizábal, Albert Felip de Baldric de Veciana, Antoni Barata i Matas, Ramon Basart, Francesc de Paula Berga, Josep Fina i del Villar, Josep de Fontcuberta, Ramón de Llano y Chávarri, Pere Martí, Guillem Oliver i Salvà, Joaquim de Palaudàrias, Francesc Perpinyà, Francesc Xavier de Perramon, Josep Plandolit, Josep Porret i Feliu, Honorat de Puig, Ignasi Samponts, Ramon Siscar i Agramunt, Pau Torrents i Miralda i Josep de Viñals
- Pel País Valencià, Joaquim Abargues i Feliu, Antoni Ayarza, Francesc Belda i Asensio, Josep Ciscar i Oriola, Josep Cuevas, Ildefonso Díez de Rivera i Muro, Pere Fuster, Joaquín María López López, Josep Miquel Polo, Miquel Osca i Guerau de Arellano, Abdón Ruiz de Carrión, Joan de Subercase i Kretz, Joaquim Tosquella, Andrés Visedo Baños, Bernardino Vitoria
- Per les Illes Balears, Martí Maria Boneo i Villalonga, Josep Camps i Soler, Pere Canals i Mayol i Lluís de San Simón i Valandiz.